# Dämonen der Vergangenheit
Dämonen der Vergangenheit (Originaltitel: Whom The Gods Would Destroy) ist nach der Pilotfolge die zweite Episode der ersten Staffel der Krimiserie Lewis – Der Oxford Krimi. Die Folge wurde am 18. Februar 2007 erstausgestrahlt und am 8. Februar 2009 erstmals in deutscher Sprache gezeigt.

## Handlung
Der Maler Dean Greely wird in der Nähe seines Hausbootes ermordet aufgefunden. Lewis ermittelt und stößt auf eine Gruppe namens „die Söhne des zweimal Geborenen“. Diese hatten sich als Studenten dem rauschhaft-vitalen Dionysischen verschrieben, als praktische Umsetzung der Ideen Nietzsches. Greely war Mitglied dieser Clique, die stark Drogen konsumiert haben soll. Mithilfe von Prof. Gold, die Lewis schon in der Zeit bei Inspector Morse aufgesucht hatte, kann eine Liste entschlüsselt werden: die sinnlosen griechischen Buchstabenfolgen sind Telefonnummern. So werden die anderen Mitglieder der Gruppe bekannt: Uni-Professor Linn, der Adelige Platt und der Fahrradverkäufer Bundrick. Speziell Platt zeigt große Verachtung gegenüber der Schwäche, dem Mitleid, ganz im Sinne Nietzsches.
Bei den Ermittlungen verhält sich besonders Linn auffällig, der kurz darauf ebenfalls erschossen wird. Nun konzentrieren Lewis und Hathaway die Ermittlungen auf Platt, da Bundrick Linn laut Gold geliebt haben soll. Außerdem kommen sie der Prostituierten Tina Daniels auf die Spur, die unter dem Namen „Fury“ in den vergangenen Tagen Drohanrufe an Linn und Bundrick gemacht hat und als Haushaltshilfe bei den Platts arbeitet. Sie finden heraus, dass es sich um einen Rachefeldzug von Daniels und Theodore Platts Frau Anne Sadikov handelt. Denn die „Söhne des zweimal Geborenen“ wollten einst die perfekte Droge Adrenochrom bekommen, die aus der menschlichen Nebenniere stammt. Platt ermordete eine Prostituierte, Tinas beste Freundin und Annes Mutter, um an Adrenochrom zu kommen. Bundrick bereute die Tat und Linn flüchtete. Platt genoss die Droge aber in vollen Zügen. Tina und Anne manipulierten also die Gruppe innerhalb und brachten sie dazu, sich gegenseitig zu töten.
Noch bevor Lewis und Hathaway eintreffen, zerreißen Annes Hunde Platt. Am Ende der Episode wird die Leiche von Annes Mutter geborgen.

## Synchronisation
| Rolle               | Darsteller      | Synchronsprecher  |
| ------------------- | --------------- | ----------------- |
| Robert Lewis        | Kevin Whately   | Till Hagen        |
| James Hathaway      | Laurence Fox    | Markus Pfeiffer   |
| Dr. Laura Hobson    | Clare Holman    | Claudia Kleiber   |
| Jean Innocent       | Rebecca Front   | Sabine Arnhold    |
| Prof. Margaret Gold | Anna Massey     | Luise Lunow       |
| Anne Sadikov        | Anna Madeley    | Nana Spier        |
| Tina Daniels        | Nicola Redmond  | Isabella Grothe   |
| Theodore Platt      | Richard Dillane | Torsten Michaelis |
| Sefton Linn         | Richard Lintern | Peter Flechtner   |
| Harry Bundrick      | Adrian Rawlins  | Stefan Gossler    |
| Petra Bundrick      | Diana Payan     | Evelyn Meyka      |

## Kritik
„Clevere Mördersuche unter hübsch verschrobenen Akademikern und vor malerischer Kulisse. Fazit: Detektivspiel mit interessanten Typen“